# Judas de Galileeër
Judas de Galileeër  was een Joodse opstandeling, die een gewapende strijd voer in 6 na Chr. tegen de opgelegde census door de Romeinen in Judea ten tijde van Publius Sulpicius Quirinius. Deze opstand werd wreed neergeslagen, door de Romeinse bezetter.  

## Nieuw Testament
In Handelingen adviseerde Gamaliël de leden van het Sanhedrin de apostelen van Jezus vrij te laten. Zijn betoog was dat als het christendom uit God was, je er niets tegen zou kunnen uitrichten. En als het mensenwerk was, zou het op niets uitlopen. Hij verwees hierbij naar andere personen die volgelingen achter zich aan kregen:
Na [Teudas] was er Judas de Galileeër, die ten tijde van de volkstelling met zijn volgelingen in opstand kwam; ook hij ging ten onder, en al zijn volgelingen werden uiteen gedreven. (Handelingen 5:37-39)

## Flavius Josephus
In de Oude geschiedenis van de Joden, boek 18 hoofdstuk 1, schreef Flavius Josephus, dat Judas de Galileeër de stichter was van de "vierde sekte", met name de Zeloten. De eerste drie waren: de Sadduceeën, de Farizeeën en de Essenen. Zeloten zagen zichzelf als ijveraars voor de heiligheid van de naam van God. Dat hield voor hen concreet in dat zij geen heer boven zich wilden erkennen dan God alleen. De consequentie daarvan was dat zij het keizerlijk gezag (en de Romeinse overheersing in het algemeen) als godslasterlijk ervoeren. Zij weigerden dan ook belasting te betalen.

## Afstammelingen
Na volgende opstanden werden Jacob en Simon, de zonen van Judas, gekruisigd. Tijdens de grote opstand van 66 wierp een afstammeling van hem, Menachem, zich op als Messias. Hij werd vermoord. Ook de weerstand in Massada werd geleid door een afstammeling van Judas.